# Brownstown (Indiana)
Brownstown – miasto w Stanach Zjednoczonych, w stanie Indiana, w hrabstwie Jackson.